# Pałac Schlegenbergów we Wrocławiu
Pałac Schlegenbergów (pałac książąt Hohenlohe, pałac Sinzendorfów, Bank Królewski, Cafe Royal) – dawny pałac miejski znajdujący się na rogu ulicy Wita Stwosza 12 i ulicy Łaciarskiej; najlepiej zachowany przykład surowego stylu klasycyzmu berlińskiego przełomu XVIII i XIX w.

## Historia pałacu

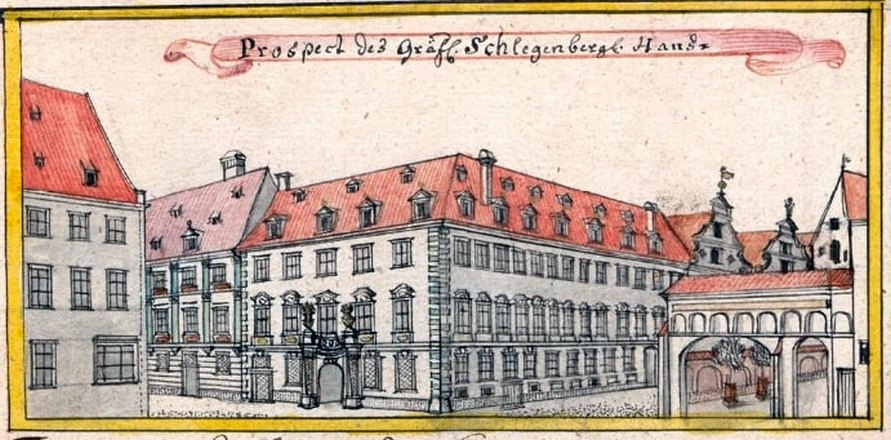
Pałac Schlegenbergów, grafika autorstwa F.B. Wernera z 1755

Pierwszy murowany budynek na posesji Wita Stwosza 12, na planie wydłużonego prostokąta, został wzniesiony w drugiej połowie XIV wieku. Jego gotyckie relikty zachowały się w obrębie piwnic i parteru. Kolejne przebudowy budynku miały miejsce w późnym renesansie (powstał wówczas otwór wejściowy w skrzydle frontowym) i w okresie wczesnego baroku (z powiększonym skrzydłem od ulicy Łaciarskiej).
W 1726 roku właścicielem pałacu został hrabia Joseph von Schlegenberg. Z jego inicjatywy około 1730 lub 1736 przeprowadzono gruntowną przebudowę budynku w późnobarokowym stylu architektonicznym. Narożnikowemu, trzykondygnacyjnemu i dwuskrzydłowemu budynkowi nadano cechy pałacu miejskiego pokrytego mansardowym dachem. W jego pięcioosiowej fasadzie umieszczono balkonowy portal prowadzący do sieni przelotowej oraz okna piano nobile. Od strony ulicy Łaciarskiej znajdowała się 12-osiowa fasada. Na pierwszym piętrze znajdowały się pomieszczenia reprezentacyjne, które wynajmował kardynał Philipp von Sinzendorf, a w styczniu 1741 były kwaterą króla pruskiego Fryderyka II.
W 1794 roku właścicielem pałacu był generał pruski, komendant Wrocławia i późniejszy gubernator Berlina Friedrich Ludwig von Hohenlohe-Ingelfingen. Około 1800 roku sfinansował on kolejną przebudowę budynku na styl klasycystyczny; jej projektantem był Johan Christian Valentin Schultze lub Karl Gottfried Geissler. Zmieniona została elewacja. Do 1844 roku budynek służył jako rezydencja komendanta garnizonu.
Od 1875 roku budynek został dostosowany do potrzeb banku królewskiego. W 1878 część parterowa została zaadaptowana na cele gastronomiczne; w późniejszych latach znajdowała się tu Cafe Royal.
W 1924 roku budynek przeszedł ponownie przebudowę. Otrzymał wówczas obecny kształt; dobudowano czwartą kondygnację a w narożniku budynku umieszczono wejście do lokalu gastronomicznego usuwając balkonowy portal. Elewacja budynku otrzymała płaską, surową formę. Część parterowa była boniowana, pozostałe kondygnacje zostały od siebie oddzielone wąskimi gzymsami kordonowymi, a całość wieńczy gzyms koronujący wsparty na kroksztynach. Prostokątne okna nie posiadają opasek, jedynie nad oknami drugiej kondygnacji umieszczono nadokienniki wsparte na półokrągłych pseudokonsolach ozdobionych motywem palmet. Pomiędzy drugą a trzecią kondygnacją, w osi centralnej elewacji północnej i w dwóch osiach elewacji zachodniej, zachowano XIX-wieczne płaskorzeźbione płyciny autorstwa Karla Ungera przedstawiające antycznych bogów i alegorii: Apolla ze Sztukami Pięknymi (od ulicy Wita Stwosza) i Marsa z Nike, Wenus, Pokojem i Zwycięstwem oraz Atenę z Geografią, Geometrią, Muzyką i Prawem (od ulicy Łaciarskiej. Tematyka tych płaskorzeźb nawiązywała bezpośrednio do właściciela rezydencji, księcia Hohenlohe, miłośnika i mecenasa sztuki, twórcy angielskiego założenia pałacowo-parkowego na Szczytnikach.

## Po 1945
Działania wojenne w 1945 roku nieznacznie uszkodziły budynek. Został on odremontowany; w części od strony ulicy zachowano dekoracje i pierwotny układ pomieszczeń.